# Santa Mustiola (San Marino)
Santa Mustiola è una curazia (frazione) della Repubblica di San Marino, nel territorio del castello di Città di San Marino.

## Storia
L'origine del toponimo deriva dal nome di Santa Mustiola, una santa toscana del III secolo, festeggiata il 3 luglio.

## Geografia fisica
Si tratta di una piccola località ai piedi del Monte Titano, in cui sono stati rinvenuti anche frammenti di vasi umbri e fittili d'epoca romana.

## Sport
Santa Mustiola aveva anche una squadra calcistica: si tratta dell'Aurora, compagine che ha interrotto l'attività alla fine degli anni ottanta.